# طريق النحل (كتاب)
طريق النحل سيرة ذاتية تروي تجربة المؤلف، رامي علّيق - قيادي طلابي سابق في حزب الله. تمكّن علّيق من الوصول إلى الدوائر العليا والمغلقة داخل حزب الله وكان المسؤول الأول عن طلاب الحزب في الجامعة الأميركية في بيروت. صدرت نسخة من الكتاب باللغة الفرنسية وكانت أكثر تفصيلاً – بعد كتابة المؤلف للنسخة الإنكليزية - عن دار آن كاريير الفرنسية.
أبصر رامي علّيق النور في بلدة مرجعيون في جنوب لبنان، حيث قضى أولى أيام طفولته في كنف أسرة متواضعة، أتت من قرية يحمر الشقيف الجنوبية لتعيش هناك وتمتهن تربية النحل، قبل أن تضطر للنزوح إلى بلدات أخرى في منطقة النبطية، بفعل نيران المدافع والتهجير. لازم الظلم والحرمان قرى الجنوب اللبناني، وعمّقا في رامي حسّ الانتماء إلى الناس والأرض.

## محطات مهمّة
مسار الأحداث السياسية والأمنية المتأثرة بأنشطة المقاومة الفلسطينية والاعتداءات الإسرائيلية، ولاحقاً النزاع بين حركة أمل وحزب الله الذي بدأ في منتصف الثمانينات، حمل علّيق، كما معظم أصدقائه، إلى الالتزام الديني والالتحاق بإحدى خلايا المقاومة المسلحة التابعة لحزب الله، وفق نظرية ولاية الفقيه التي تلتزم نهج الثورة الإسلامية في إيران وقائدها الإمام الخميني. فإذا به ابن الرابعة عشرة في صفوف المقاومين و«المجاهدين» يتمرّن على استعمال السلاح الحربي ويستخدمه.
لم يهمل رامي الدراسة، إذ كان من المتفوقين بين زملائه، كما كان من الناشطين في حزب الله ومن المبادرين إلى تحمل المسؤولية بلا خوف ولا تردّد. رافقه التديّن طوال فترة المراهقة وحداثة شبابه، حتى نهاية السنوات الست الأولى التي عاشها في الجامعة الأميركية في بيروت. كان فهمه للتديّن يعزز فيه الانتماء إلى الجماعة المنغلقة على ذاتها، ويعمق فيه الجانب الروحي. كان التزامه الديني محفزاً لرفض الآخر، وفرض النموذج الذي يفهمه ويتبعه عليه، فالدين في نظره كان أهم من العائلة والوطن ومن الحرية الشخصية لأي إنسان.
انسحبت هذه القناعات والمعتقدات التي اقتبسها من خلايا النبطية الحزبية على سلوكه في قاعات وساحات الجامعة الأميركية، التي لا زالت تشهد على أعمال وأنشطة جمَّة قام بها على أرضها بلغت حدّ منع المظاهر«اللاشرعية» وغير الأخلاقية التي كانت سائدة بالقوة، لاعتقاده بأنها تسيء إلى الله والبشر على حد سواء.
من الجنوب إلى ضاحية بيروت الجنوبية والجامعة الأميركية، صنع له نشاطه مكانةً مميزة بين المحيطين به. شمل ذلك العناصر والمسوؤلين الحزبيين، الطلاب، الأساتذة، المديرين، وحتى الزملاء المنافسين من الأحزاب الأخرى.
نُظّم التحرك الطلابي الكبير ضد رفع الأقساط في الجامعة في العاشر من أكتوبر/ تشرين الأول لعام 1994م، بالتعاون مع جموع الطلبة. كانت قيادة التحرك مناسبة لتأكيد حرصه على حماية مصالح زملائه الطلاب دون مساومة. من جهة أخرى، كانت تلك مناسبة تحدّى من خلالها من أراد إبعاده عن مسؤوليته الحزبية في الجامعة من مسؤولين معيّنين في حزب الله، ولتأكيد مقدرته على تنظيم الطلاب ومواجهة إدارة الجامعة ومن ساندها من الأجهزة الأمنية حينها.
رغم حراجة الموقف وحساسيّته، نجح التحرك في توفير دعم مادّي جيد للطلاب عبر المساعدات المالية. لم يفلح التحرك الرئيسي في إسقاط زيادة الأقساط، ما خلّف لديه نوعاً من الخيبة، إلا أن أحاديث الطلاب لأمد طويل لم تخل من مفخرتهم بالإنجاز الذي تمثل في توحُّد مختلف الطلاب والقوى في جهد مشترك قل نظيره، ما لبث أن خلَّف مناخاً إيجابياً وانفتاحاً وصداقات متبادلة بين طلاب حزب الله وسائر الطلاب.
نتج عن التحرك الذي تجاوز به رامي كونه ممثلاً لحزب الله، تحوّله إلى منشِّط لأكبر تجمع طلابي تشهده الجامعة الأميركية، حمل شعاراً موحِّداً دوى في كل أرجائها، «وحدة طلابية، جامعة واحدة، يد واحدة».
اختار رامي دراسة الزراعة كونها الأقرب لتربية النحل، وحاز على شهادة الهندسة الزراعية من الجامعة الأميركية، ولاحقاً على شهادة الماجستير في الاقتصاد الزراعي. في الوقت ذاته، كان منكباً على دراسة الحقوق في الجامعة اللبنانية، حيث حاز على شهادته لينضم لاحقاً إلى نقابة المحامين في بيروت.
بعد ثلاثة عشر عاماً من العطاء الحزبي المتواصل، خرج من صفوف حزب الله، لكنه لم يخرج عن المبادئ التي تقوم على مقاومة التسلط والعدوان. إنما ابتعد لأنه رفض الانصياع إلى الأوامر بدون نقاش أو إبداء رأي فيها، إضافة إلى أنه صُدِم بضعف عدد من القياديين في الحزب، وعدم قدرتهم على المضي بالإصلاح الداخلي الذي طالما ناشدوه، بالإضافة إلى عدم تحمّلهم لأعباء الإصلاح.
سافر إلى الولايات المتحدة الأميركية لمتابعة دراسة الدكتوراه في ولاية فلوريدا. تعرف هناك إلى نمط آخر للحياة من خلال احتكاكه بالناس، حياة الرخاء والعمل الدؤوب والإبداع. كوّن فكرة عن أهمية الديمقراطية والحرية الشخصية، وأدرك أنّ دول العالم المتطور ما هي إلا تجلٍّ لحقوق الإنسان وحرية الفرد والتقدم الاقتصادي، وإن نسبياً. تماهى مع ذلك المجتمع وأحبّ نمط الحياة فيه.
بعد ثلاث سنوات من الدراسة وبينما كان عائداً من زيارة الأهل في لبنان، تعرّض لاستفزاز منظّم في مطار كينيدي في نيويورك لأنه رفض التعاون مع مكتب التحقيقات الفدرالي (FBI) بحجة إجراءات ما بعد أحداث 11 سبتمبر/ أيلول، حيث نُزع منه حق العودة إلى الولايات المتحدة لخمس سنوات لاحقة، وفشلت كل محاولاته لترتيب العودة عبر السفارة الأميركية في بيروت، بسبب شرط التعاون، وتكراره الرفض أمام محاولات الابتزاز.
كانت ضريبة الرفض أن تكبّد كلفة مالية باهظة، من أجل متابعة تسجيله في الجامعة، استثنائياً عن بعد، وإيجاد مخرج لمناقشة أطروحة الدكتوراه خارج الولايات المتحدة.
عاد إلى لبنان ليكون في مواجهة مع ما هرب منه، واجتاحته تساؤلات قوية في البداية. كيف سينطلق مجدداً في المكان الذي رفضه وحاصره حتى اليأس؟ كيف ستكون هذه البداية التالية بعد الذي استجد؟ تساؤلات لم يفكر فيها ملياً، بل سرعان ما بدّدها عبر نسج علاقات سريعة وجديدة، وقيامه بمبادرات أوجدت له مناخاً دافئاً وأعمالاً منتجةً، وأمكنةً تسمح له بإعادة التصويب والانطلاق من جديد.

## اقتباسات من طريق النحل
«إذا نظرنا إلى التاريخ القريب، نجد أننا في الجنوب، وفي لبنان كله، كنا وما زلنا وقوداً لكل الحروب الدائرة على أرضنا. ألم تضع الحروب والنـزاعات مجتمعنا في وضع غير مستقر، يتعرض أهله للاستغلال والتشرد والقتل، وكأن ذلك هو مصيرهم الموروث؟» 
«لماذا نضطر عند كل حرب ومأساة إلى الاصطفاف وراء ساسة لا يجروننا إلا إلى مزيد من الانغلاق والعزلة، في وقت نتوق فيه إلى الانفتاح والتواصل مع الآخر، كما عودنا على ذلك آباؤنا وأجدادنا؟ لماذا جرى إحلال التطرف والانعزال اللذين غذتهما سياسات المحاور الإقليمية محل لغة الاعتدال والانفتاح الديني التي كانت سائدة، فبتنا نشعر بأننا لسنا سوى ضحايا عمليات التآمر علينا، المفبركة بإتقان والمربوطة زوراً بتاريخنا الديني.»
«لا أنسى لحظة التقيت أحد الأصدقاء المسؤولين في حزب الله، منذ أكثر من عقد خلا، بعد عودته من دمشق ساخطاً، إذ قال بأسى:’وكأننا لم نوجد إلا لنموت في الجنوب‘، تعبيراً عن تأففه من طبيعية الدور الذي يقوم به الحزب في مواجهة الاحتلال الإسرائيلي».
«كذلك لا أنسى حديث مسؤول آخر حينذاك عن ضرورة وضع سلاح الحزب في إطار مؤسساتي حزبي واضح، وعدم تركه تحت سيطرة أفراد من العسكر يمكنهم التفرد بقرار استعماله».
«ولا أنسى كيف رفع مسؤول آخر صوته معترضاً على التحالف مع المسؤولين السوريين، الذين لا يؤمن جانبهم، ولا يتمتعون حتى بالحد الأدنى من الأخلاقية والاحترام في التعامل مع الآخرين، ولا ينفكون ينهبون ثرواتنا، وغير ذلك مما يصب في الخانة نفسها.»
«انتهت الحرب بين أمل وحزب الله بترتيبات سياسية أتى اثرها وزير الخارجية الإيرانية علي أكبر ولايتي إلى لبنان ليتوّجها بقراءة العزاء على أرواح ضحايا الفريقين».